# Ортабулак
Ортабулак (каз. Ортабұлақ) — село в Жарминском районе Абайской области Казахстана. Входит в состав Калбатауского сельского округа. Код КАТО — 634430800.

## Население
В 1999 году население села составляло 183 человека (95 мужчин и 88 женщин). По данным переписи 2009 года, в селе проживали 134 человека (69 мужчин и 65 женщин).